# Kismac
KisMAC är en mjukvara för Mac OS som används för att detektera trådlösa nätverk. Programmet är baserat på Kismet.